# Aïn Touta
Aïn Touta è un comune dell'Algeria, situato nella provincia di Batna.